# Albert Rehm

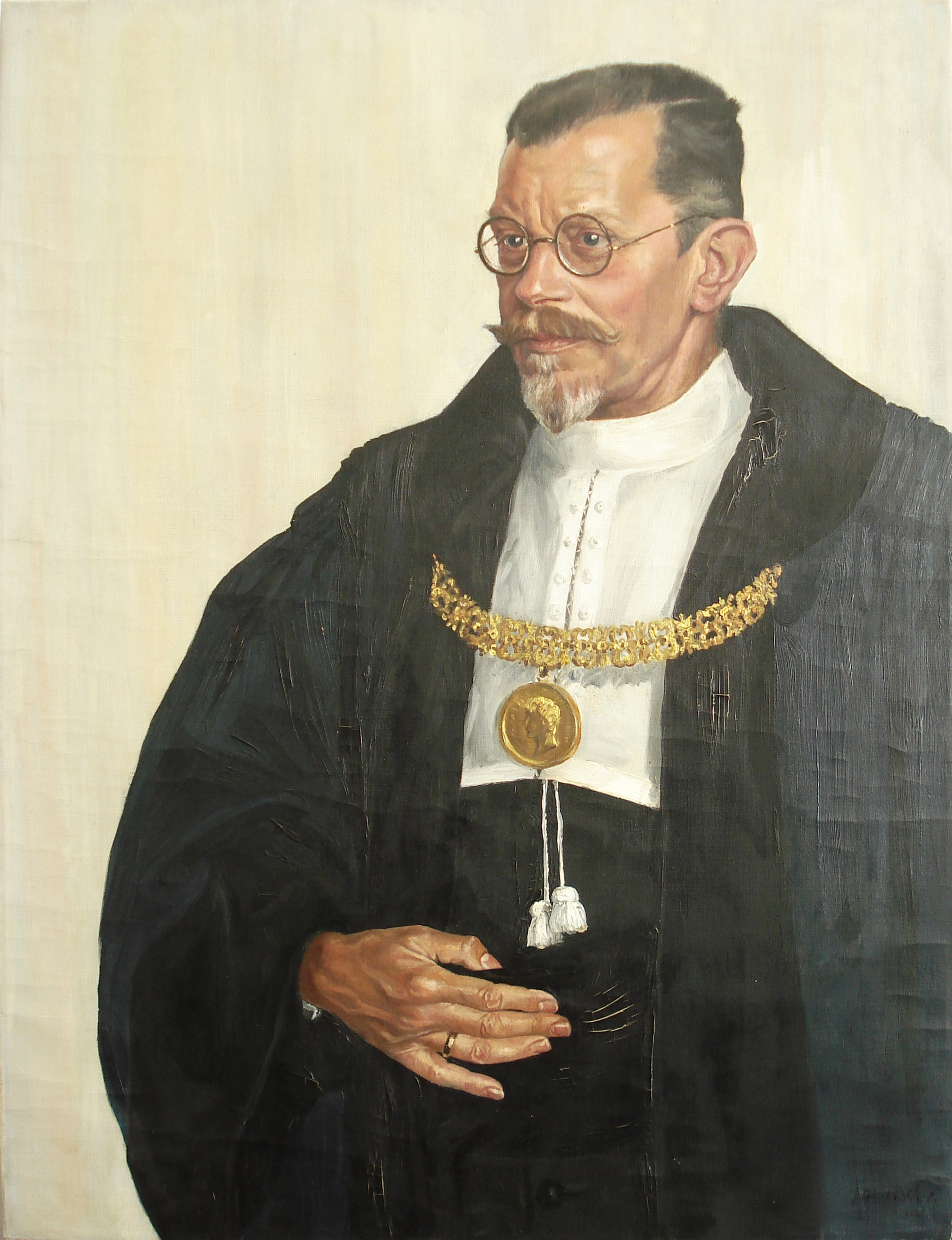
Albert Rehm während seines Rektorats (1930). Gemälde von Ernst Maria Fischer

Albert Rehm (* 15. August 1871 in Augsburg; † 31. Juli 1949 in München) war ein deutscher Klassischer Philologe.

## Leben
Rehm studierte nach dem Schulbesuch und Abitur in seiner Heimatstadt Augsburg als Stipendiat der Stiftung Maximilianeum an den Universitäten München und Berlin. Als seine ihn am meisten prägenden Lehrer bezeichnete er Heinrich Brunn in München und von Wilamowitz-Moellendorff. Rehm wurde 1896 mit der Dissertation Mythographische Untersuchungen über griechische Sternsagen an der Universität München promoviert. Von 1897 bis 1898 reiste er als Stipendiat nach Italien, Griechenland und Kleinasien, wo er zum ersten Mal mit archäologischen Ausgrabungen in Berührung kam. Während der folgenden 10 Jahre unterrichtete er an Gymnasien zu Regensburg, Ansbach und München Latein und Griechisch. 1903 wählte ihn das Österreichische Archäologische Institut zum korrespondierenden Mitglied. Im selben Jahr begleitete er Rudolf Herzog zur Ausgrabung des Asklepieion von Kos und brachte anschließend mit Hermann Diels die in Milet gefundenen Parapegmenfragmente heraus. 1905 und 1906 begleitete er Theodor Wiegand auf seine Grabungen bei Milet und Didyma im Auftrag der Königlichen Museen zu Berlin. 1906 erhielt Rehm auch einen Ruf der Münchner Universität auf den Lehrstuhl für klassische Philologie und Pädagogik (als Nachfolger Iwan von Müllers), den er annahm. Der Philologisch-Historische Verein München im Naumburger Kartellverband ernannte ihn zum Ehrenmitglied. 1913 war er Mitbegründer der Vereinigung der Freunde des humanistischen Gymnasiums. 1914 wurde er in die Bayerische Akademie der Wissenschaften aufgenommen. Seine letzte große Forschungsreise unternahm er 1924 im Auftrag der Preußischen Akademie der Wissenschaften, als er zur Materialsammlung für das Corpus Inscriptionum Graecarum die ägäischen Inseln besuchte.
Im akademischen Jahr 1930/1931 war Rehm Rektor der Universität München. In einer Rektoratsrede mit dem Titel Neuhumanismus einst und jetzt setzte er sich mit den Zeitfragen der Altertumswissenschaften und ihrer Didaktik auseinander. Während der rechtsradikalen Studentenunruhen seines Rektoratsjahres konnte Rehm durch seine ruhige Haltung die Lehrfreiheit der Universität bewahren. Nach Anbruch der nationalsozialistischen Diktatur distanzierte sich Rehm von der Führungsideologie und wählte die Innere Emigration. 1937, kurz nach seiner Emeritierung, trat er aus politisch-ideologischen Gründen von der Redaktion der Zeitschrift Philologus zurück, deren Mitherausgeber er seit 1917 gewesen war. Während des Zweiten Weltkriegs und in den ersten Nachkriegsjahren bemühte sich Rehm um den Erhalt des Lehrbetriebs und der Forschungsprojekte in München; besonders die Rettung des Thesaurus Linguae Latinae ist ihm zu verdanken. Er war an der Gründung der internationalen Thesaurus-Kommission am 7. April 1949 beteiligt. Rehm war von Mai 1945 bis Februar 1946 kommissarischer erster Rektor der Münchener Universität nach dem Krieg. Von 1946 bis zu seinem Tod unterrichtete er wieder als Universitätslehrer. Rehm wurde 1947 korrespondierendes und noch 1949 ordentliches Mitglied der Deutschen Akademie der Wissenschaften zu Berlin.
Albert Rehms Kinder waren der Philologe Bernhard Rehm (1909–1942), Generaldirektor des Thesaurus Linguae Latinae, der 1942 im Krieg fiel, der Agrarwissenschaftler Sigmund Rehm (1911–2001) und die Ärztin Maria Petersen (geb. Rehm) (1912–2008).

## Leistungen
Albert Rehm hat sowohl in der Pädagogik als auch in der Fachwissenschaft zahlreiche Verdienste erworben. Besonders für die Realienkunde lieferte er wichtige Beiträge: Den Band Exakte Wissenschaften bei der Einführung in die klassische Philologie von Alfred Gercke und Eduard Norden sowie zahlreiche Aufsätze und über 30 Artikel für Paulys Realencyclopädie der classischen Altertumswissenschaft (RE). Auch zur Epigraphik und Archäologie verfasste er wertvolle Schriften.
In der Pädagogik war Rehm um Reformen am Bildungssystem bemüht, um der Bildungs- und sozial-politischen Krise der Zwischenkriegszeit zu begegnen. Er setzte sich (nicht nur in der oben genannten Rektoratsrede) mit dem Konzept des Humanismus auseinander und trat für eine Erneuerung des überkommenen Humanismuskonzepts aus dem 19. Jahrhundert ein. Zum Erreichen dieses Ziels gründete er mit Gleichgesinnten 1913 die Münchener Vereinigung der Freunde des humanistischen Gymnasiums, um deren Neugründung nach der Zeit des Nationalsozialismus er sich bemühte und die er 1948 auch erreichte.
In der akademischen Lehre bevorzugte Rehm die Schriften von Platon und Thukydides und beschäftigte sich in diesem Zusammenhang mit der griechischen Literaturgeschichte. Seine in einem Aufsatz 1924 dargestellte Chronologie der Staatsreden des Demosthenes wurde lange Zeit nicht überholt.
Im Jahre 1905 postulierte Rehm als Erster die These, dass es sich beim Mechanismus von Antikythera um eine astronomische Rechenmaschine handelt.